# Manono
Manono ist eine Insel, die zwischen den beiden Hauptinseln Savaiʻi und Upolu des Staates Samoa liegt. 

## Geographie
Manono ist 2,4 km lang und maximal 1,5 km breit. Die gesamte Insel wird von einem Korallenriff umschlossen. Die nur 2,9 km² große Insel liegt ca. 3 km von der Westspitze Upolus entfernt und ist durch eine flache Wasserstraße von ihr getrennt. Manono ist sehr flach und hat nur eine leichte Erhebung in ihrer Mitte (den Krater eines erloschenen Vulkans), sie wird deswegen auch Flat Island genannt.
700 m nordwestlich von Manono liegt das kleine unbewohnte Eiland Nuʻulupa, 37 m hoch und mit einem Durchmesser von etwa 100 m.
Administrativ gehört die Insel zum Bezirk Aiga-i-le-Tai.

## Bevölkerung
Die Insel hatte 637 Einwohner (2021 Zensus). Diese verteilten sich auf die vier Dörfer Apai (104), Faleu (247), Lepuiaʻi (166) und Salua (120).
Es gibt keine Straßen auf der Insel, lediglich ein Fußweg verbindet die Dörfer miteinander.
Die Bewohner bauen Taro, Yams, Bananen und Kokosnüsse an. Von geringer Bedeutung ist der Tourismus.
Eine Sage erzählt, dass eine alte Frau von Hunden angefallen und getötet wurde, seitdem sind keine Hunde auf der Insel erlaubt.
Die Insel steht seit 2006 mit ihren beiden Nachbarinseln Apolima und Nuʻulopa auf der Tentativliste Samoas für das UNESCO-Welterbe.